# 쿠웨이트의 주
쿠웨이트는 6개 주로 구성되어 있다. (괄호 안에 있는 내용은 주도)
1. 알아마디주 (알아마디)
2. 수도주 (쿠웨이트시티)
3. 알파르와니야주 (알파르와니야)
4. 알자라주 (알자라)
5. 하왈리주 (하왈리)
6. 무바라크알카비르주 (무바라크알카비르)

## 같이 보기
- 쿠웨이트의 인구